# Kate Grigorieva
Kate Grigorieva (Olenegorsk, 15 septembre 1989) est une mannequin russe. Elle a été ange de Victoria's Secret entre 2015 et 2016.